# Förkylning
Förkylning är en virusorsakad infektionssjukdom i de övre luftvägarna som lätt sprider sig och påverkar framför allt näsan. Även halsen, svalget och bihålorna kan vara påverkade. Symtomen kan bestå av hosta, halsont, rinnande näsa och feber. Symtomen försvinner vanligtvis inom sju till tio dagar. En del symtom kan kvarstå i upp till tre veckor.
Förkylning orsakas av smitta med förkylningsvirus. Förkylning orsakas inte av nedkylning. Mer än tvåhundra virus kan ge upphov till förkylning: rhinovirus är den vanligaste orsaken. Symtomen beror på immunsystemets svar på infektionen snarare än virusens vävnadsdestruktion. Handtvätt är den huvudsakliga metoden för att förebygga infektion. Det finns även en del belägg för att det kan vara effektivt att bära andningsskydd.
Det finns inget botemedel mot förkylning, men symtomen går att minska. Förkylning är den vanligaste infektionssjukdomen hos människor. I genomsnitt får vuxna två till tre förkylningar per år. I genomsnitt får barn sex till åtta förkylningar per år. Dessa infektioner har funnits genom hela människans historia.

## Diagnos
Skillnaden mellan infektioner i de övre luftvägarna beror till viss del på var symtomen sitter. Förkylning påverkar i första hand näsan, halsen och lungorna. Sjukdomen definieras ofta som en inflammation i näsan, och kan inkludera olika grader av halsinflammation. Själva virusämnet isoleras dock sällan, och det är i allmänhet inte möjligt att identifiera virustyp utifrån symtom. Det är vanligt att smittade personer själva ställer sin diagnos.

## Kännetecken och symptom
Vid förkylning angrips kroppens slemhinnor. Som en motåtgärd svullnar slemhinnorna upp och producerar mer slem än vanligt. De vanligaste förkylningssymtomen är hosta, rinnande näsa, nästäppa och halsont. Ytterligare symtom är muskelsmärta, trötthet, huvudvärk, och bristande aptit. Omkring 40 procent av drabbade personer får halsont och runt 50 procent har hosta. Muskelsmärta förekommer i ungefär hälften av fallen. Feber är ett ovanligt symtom hos vuxna, men är vanligt hos barn. Hostan orsakas av en förkylning som i normala fall är lindrig jämfört med hosta orsakad av influensa. Hosta och feber vittnar om en större sannolikhet för influensa hos vuxna. Det finns ett antal virus som orsakar förkylning, men den kan även vara symtomfri. Färgen på det slem som hostas upp från de nedre luftvägarna kan variera i färg från ljus till gul eller grön. Färgen på slemmet anger inte om infektionen orsakas av en bakterie eller ett virus.

### Sjukdomsförlopp
En förkylning börjar vanligtvis med trötthet, en känsla av frusenhet, nysningar och huvudvärk. Ytterligare symtom, som rinnande näsa och hosta, följer inom två eller fler dagar. Symtomen når vanligtvis sin topp två till tre dagar efter att infektionen börjat. Symtomen ger vanligtvis med sig efter sju till tio dagar, men kan bestå i upp till tre veckor. Hostan håller i sig i mer än tio dagar i 35–40 % av de fall där barn drabbats. Den håller i sig i mer än 25 dagar i 10 % av de fall där barn drabbats.

## Utfall
Förkylning är i allmänhet en lindrig åkomma som försvinner av sig själv och de flesta symptomen avtar inom en vecka.
Sekundära bakterieinfektioner kan uppstå och leda till inflammation i bihålor och svalg eller öron. Det beräknas att bihåleinflammationer (sinuit) förekommer i 8 % av fallen medan öroninfektioner förekommer i 30 % av fallen. Lunginflammation kan uppkomma sekundärt till en förkylning.

## Orsaker

### Virus

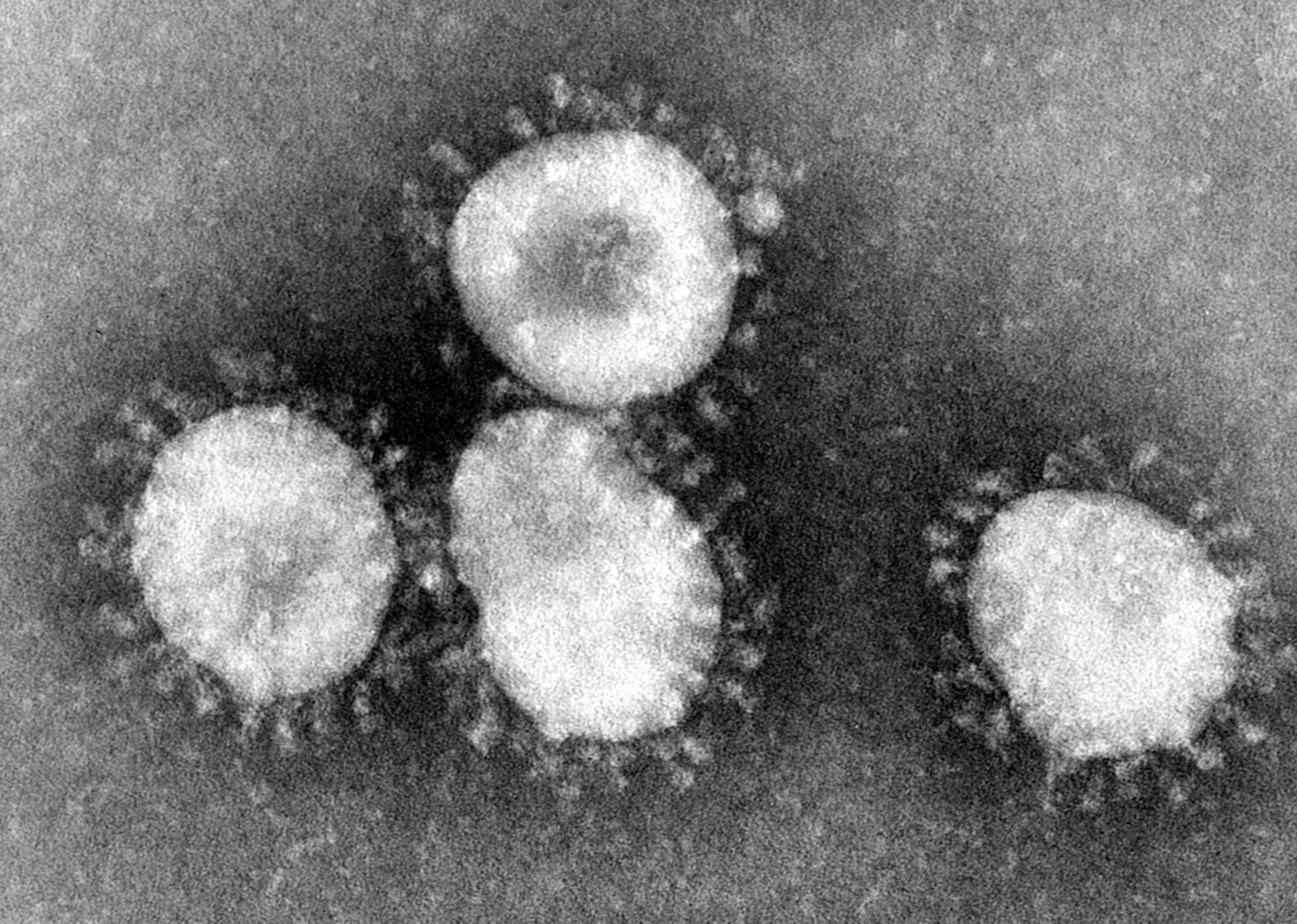
Coronavirus är en grupp virus som är kända för att orsaka förkylning. De har en halo, eller ett kronlikt (korona) utseende, när man tittar på dem med ett elektronmikroskop.

Förkylning är en virusinfektion i de övre luftvägarna orsakad av förkylningsvirus. Rhinovirus är det vanligaste förkylningsviruset: det står för 30–80 % av samtliga fall av förkylning. Ett rhinovirus innehåller RNA och tillhör familjen Picornaviridae. Det finns 99 kända typer av virus i denna virusfamilj. Andra virus kan också leda till förkylning. Coronavirus står för 10–15 % av fallen. Influensavirus står för 5–15 % av fallen. Andra fall kan orsakas av humana parainfluensavirus, humant respiratoriskt syncytialvirus, adenovirus, enterovirus och metapneumovirus. Ofta är fler än ett virus orsaken till infektionen. Totalt finns det mer än tvåhundra olika virus förknippade med förkylningar.

### Överföring
Förkylningsvirus överförs huvudsakligen på två olika sätt: genom att små droppar i luften som innehåller viruset andas in eller hamnar i munnen, eller genom kontakt med infekterat nässlem eller smittade föremål. Det har inte fastställts vilket överföringssätt som är vanligast för förkylning. Virusen kan överleva under långa perioder i omgivningen. Virus kan därefter överföras från händerna till ögonen eller näsan där infektionen äger rum. Människor som befinner sig nära en infekterad person löper större risk att infekteras. Överföring är vanlig på förskolor och skolor på grund av att de båda utgör miljöer där det finns många barn med svag immunitet och ofta dålig hygien. Dessa infektioner förs därefter hem till andra familjemedlemmar. Det finns inga belägg för att cirkulationsluft i trafikflygplan ger upphov till överföring.

### Väder
Enligt traditionella föreställningar överförs förkylning vid en längre tids exponering för kyligt väder, till exempel regn eller vinterförhållanden, och det är så sjukdomen har fått sitt namn. Förkylning beror inte på nedkylning. En del av de virus som orsakar förkylning är säsongsbetonade och förekommer oftare vid kallt eller blött väder. Detta tror man framförallt beror på att folk tillbringar mer tid tillsammans inomhus och rent fysiskt närmare varandra, framförallt barn när de återvänder till skolan. Emellertid kan det också ha att göra med förändringar i luftvägarna som gör att man lättare får infektioner. Låg luftfuktighet kan öka överföringsfrekvensen på grund av att torr luft gör att små droppar sprids lättare och längre bort samt stannar längre i luften.

### Övriga faktorer
Immunitet som uppstår när en hel grupp människor blir immuna mot en viss infektion, t.ex. från tidigare exponering för förkylningsvirus kallas flockimmunitet. Därför har yngre människor högre frekvens av infektioner i luftvägarna, medan äldre människor har lägre frekvens. Dåligt immunförsvar är också en riskfaktor för sjukdom. Sömnbrist och dålig näringstillförsel har också förknippats med större risk att utveckla infektion efter exponering för rhinovirus. Detta tros bero på att båda är faktorer som försämrar immunförsvaret.

## Patofysiologi

Diagram av luftvägarna där förkylning drabbar de övre delarna.

Symtomen för förkylning antas oftast ha att göra med immunsvaret mot viruset. Mekanismen för detta immunsvar är virusspecifik. Till exempel överförs oftast rhinovirus genom direktkontakt. Viruset binder till humana ICAM-1-receptorer på okänt sätt och utlöser därmed frisättning av inflammatoriska mediatorer. Dessa inflammatoriska mediatorer ger därefter upphov till symtomen. I allmänhet skadas inte näsepitlet. Det respiratoriska syncytialviruset (RSV) däremot överförs via såväl direktkontakt som kontakt med luftburna små droppar. Därefter replikerar viruset i näsa och hals innan det ofta sprids till de nedre luftvägarna. RSV skadar epitlet. Humant parainfluensvirus leder i vanliga fall till att näsan, halsen och luftvägarna inflammeras. Hos yngre barn kan krupp förekomma, såväl som skrovlig hosta och problem att andas, när luftstrupen påverkas. Detta beror på att luftvägarna hos barn är mycket små.

## Förebyggande
Det enda effektiva sättet att förhindra förkylning är att fysiskt förebygga virusets spridning. Detta innebär främst handtvätt och användning av ansiktsmask. Inom hälsovården bärs även rockar och engångshandskar. Det är inte möjligt att isolera infekterade personer eftersom sjukdomen är så allmänt spridd och symtomen är ospecifika. Vaccination har visat sig vara svårt eftersom så många virus är inblandade och eftersom virusen förändras snabbt. Det är mycket osannolikt att ett vaccin med bred effekt kommer att kunna utvecklas.
Regelbunden handtvätt minskar spridning av förkylningsvirus. Evidensen är osäker för hur effektivt ansiktsmask och fysiskt avstånd är. Vitamin C har möjligen en liten förebyggande effekt mot förkylning, men de vetenskapliga beläggen är osäkra.

## Behandling

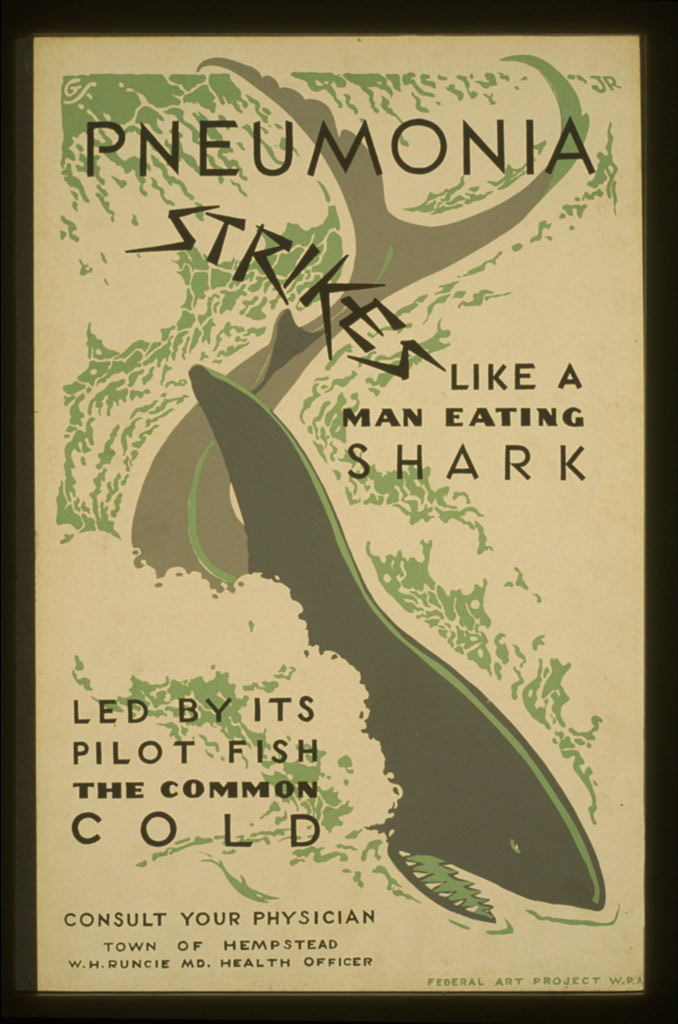
Affisch från USA (cirka 1937) som uppmanar folk att uppsöka läkare vid förkylning. Den liknar sjukdomen vid en lotsfisk som föregår lunginflammation som illustreras som en människoätande haj.

Det finns det inga läkemedel eller örtmediciner som bevisligen kan förkorta infektionens varaktighet. Behandling riktas istället in på symtomlindring. Detta kan innebära extra mycket vila och vätsketillförsel samt att gurgla med saltvatten. En stor del av nyttan med behandling hänförs emellertid till placeboeffekten.
Vitamin C har möjligen en liten effekt på att förkorta en förkylning, men de vetenskapliga beläggen är osäkra. Vitamin D har ingen effekt på förkylning. Zink kan möjligen förkorta, men inte lindra eller förhindra, en förkylning. Intag av zink kan dock medföra övergående biverkningar, till exempel magproblem och påverkan på smak.

### Symtomlindring
Behandlingar som bidrar till att lindra symtom är smärtstillande medel samt febernedsättande medel som NSAID (exempelvis ibuprofen) och paracetamol.
Nässköljning kan lindra symptom vid förkylning. Näsavsvällande medel kan lindra symptom hos vuxna. Hos vuxna har antihistaminer begränsad effekt och bara under de första två dagarna med symptom.
Så kallade hostmediciner har ingen visad effekt för att minska hosta. Honung kan lindra symptom på hosta.
På grund av bristande studier är det inte känt om ökat vätskeintag lindrar symtom eller förkortar respiratorisk sjukdom. Av samma anledning saknas också uppgifter gällande användning av uppvärmd och fuktad luft.
Även om det finns en mängd alternativa behandlingar mot förkylning råder det brist på vetenskapliga belägg till stöd för de flesta andra behandlingar. Det finns inte bevis för att echinacea har effekt.

### Antibiotika och antivirusmedel
Antibiotika har ingen effekt på virusinfektioner och därför ingen effekt på förkylning. Antibiotika ordineras emellertid ibland vid förkylning, även om bieffekterna är skadliga. De ordineras ofta på grund av förväntan från folk att läkarna ska skriva ut dem samt villighet från läkare att göra en aktiv åtgärd åt sina patienter. Antibiotika skrivs också ut eftersom det i vissa fall kan vara svårt att utesluta orsaker till infektion som kan behandlas med antibiotika. Det finns inga effektiva antivirusmedel mot förkylning.

## Förekomst
Förkylning är den vanligaste sjukdomen hos människor och förekommer i hela världen. Vuxna har vanligen två till fem infektioner per år. Barn kan ha sex till tio förkylningar per år (och upp till tolv för skolbarn). Frekvensen för symptomatiska infektioner ökar hos äldre människor, eftersom de har ett sämre immunförsvar.

## Historik

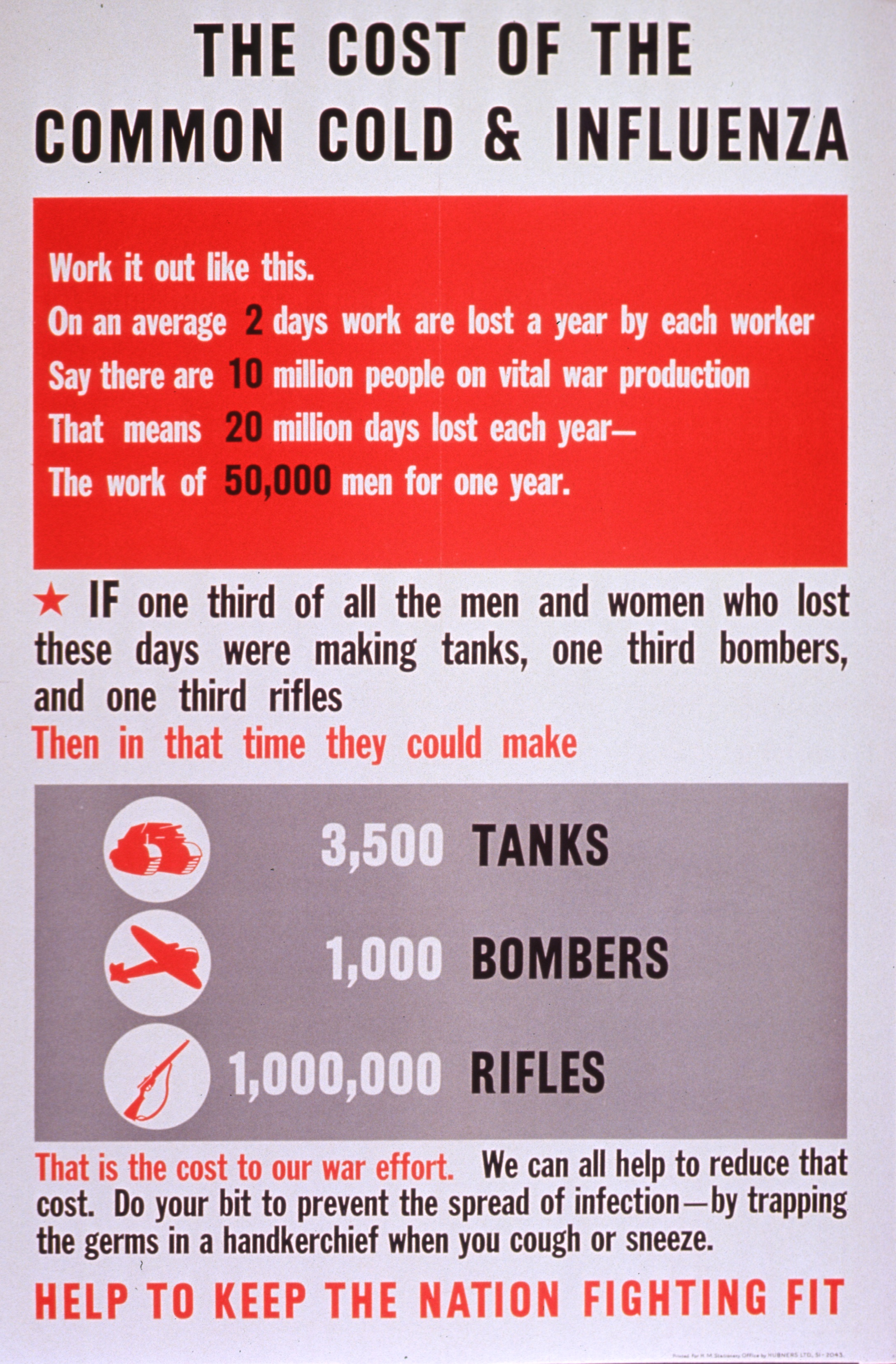
En brittisk affisch från andra världskriget som beskriver kostnaderna som förkylning orsakar.

Orsaken till förkylning identifierades vetenskapligt först på 1950-talet, men sjukdomen har följt mänskligheten sedan forntiden. Dess symtom och behandling beskrivs i egyptiernas Papyrus Ebers. Det är den äldsta medicinska skrift som existerar och nedtecknades före 1500-talet f.Kr. På engelska började termen cold, "förkylning" användas på 1500-talet eftersom dess symtom liknade de symtom som uppkom när man varit utsatt för kyligt väder.  På svenska är termen i betydelsen "sjukdomstillstånd" belagd i skrift sedan 1734.
I Storbritannien år 1946 inrättades Common Cold Unit (CCU, "enheten för vanlig förkylning") av Medical Research Council och det var här som rhinoviruset upptäcktes 1956. På 1970-talet visade CCU att behandling med interferon under rhinovirusinfektionens inkubationsfas gav visst skydd mot sjukdomen. Ingen praktisk behandling kunde utvecklas. Enheten stängdes 1989, två år efter att de hade avslutat sin forskning om zinkglukonatpastiller för förebyggande och behandling av rhinovirusförkylningar. Zink var den enda framgångsrika behandling som CCU utvecklade under sin historia.

## Ekonomiska följder
Hur stora de ekonomiska konsekvenserna av förkylning är oklart i stora delar av världen. I USA leder förkylningar till 75-100 miljoner läkarbesök per år och lågt räknat innebär det en samhällskostnad på 7,7 miljarder dollar per år. Amerikaner spenderar 2,9 miljarder dollar på receptfria läkemedel och ytterligare 400 miljoner dollar på receptbelagda läkemedel för lindring av symptom. Mer än en tredjedel av de personer som vände sig till en läkare fick receptbelagd antibiotika, något som leder till ökat immunitet mot antibiotika. I USA går 22 till 189 miljoner skoldagar förlorade årligen på grund av förkylningar. Som ett resultat av detta förlorade föräldrar 126 miljoner arbetsdagar för att stanna hemma för vård av sina barn. Om man till detta lägger de 150 miljoner arbetsdagar som går förlorade för anställda som lider av förkylningar, överskrider de totala ekonomiska följderna för förkylningsrelaterad arbetsförlust 20 miljarder dollar per år. Detta motsvarar i så fall 40 % av all förlorad arbetstid i USA.